# メロディア
メロディア（メロディヤとも、ロシア語: Μелодия, ラテン文字転写: Melodiya）は、1964年に設立されたロシア最大のレコード・レーベル、CD出版社。

## 概要
ソビエト連邦時代には国有企業であり「ソビエト国営レコード製作機関」といわれた。ソビエト連邦の崩壊後に私企業化されている。本社はモスクワにある。「メロディヤ」はロシア語でメロディー（旋律）の意味である。
おもにロシアおよび近隣諸国の作曲家、演奏家、指揮者などのクラシック音楽の録音が多かったが、特にペレストロイカ以降好みの多様化によりジャズ、ポピュラー音楽も多くなってきていて、現在6万種のレコーディングがあるとしている  。国外へは、過去にモニター・レコーズ（Monitor Records）やBMGなどを通して供給してきたが、現在はおもに自社レーベルで販売している。
日本へは、1960年代からソ連から直接輸入されて、ロシア語専門書店などでも販売されてきた。一時期、ビクター音楽産業（後のビクターエンタテインメント）と原盤供給契約があり、国内プレス盤や共同制作盤が出ていた時期もあったが、現在は再び輸入盤主体となっている。